# آرون هولبین
آرون هولبین (انگلیسی: Aaron Hohlbein؛ زادهٔ ۱۶ اوت ۱۹۸۵) بازیکن فوتبال اهل ایالات متحده آمریکا است.
از باشگاه‌هایی که در آن بازی کرده‌است می‌توان به باشگاه فوتبال اسپورتینگ کانزاس‌سیتی اشاره کرد.